# Rudnja (Wolgograd)
Rudnja (russisch Ру́дня) ist eine Siedlung städtischen Typs in der Oblast Wolgograd in Russland mit 7387 Einwohnern (Stand 14. Oktober 2010).

## Geographie
Der Ort liegt etwa 230 km Luftlinie nördlich des Oblastverwaltungszentrums Wolgograd. Er befindet sich am linken Ufer der Tersa einige Kilometer oberhalb ihrer Mündung von rechts in die Medwediza.
Rudnja ist Verwaltungszentrum des Rajons Rudnjanski sowie Sitz der Stadtgemeinde Rudnjanskoje gorodskoje posselenije, zu der außerdem die Dörfer Jegorowka-na-Medwedize (10 km nordöstlich), Mitjakino (13 km südlich), Rasliwka (10 km westlich), Russkaja Bundewka (2 km westlich) und Tersinka (8 km südöstlich, an der Tersa-Mündung) sowie die Siedlung Sadowy (8 km nördlich) gehören.

## Geschichte
Der Ort wurde 1699 als Uspenskaja sloboda gegründet. Seit Mitte des 18. Jahrhunderts trägt er den heutigen Namen.
Am 23. Juni 1928 wurde Rudnja Verwaltungssitz eines neu geschaffenen, nach ihm benannten Rajons. 1959 erhielt der Ort den Status einer Siedlung städtischen Typs.

### Bevölkerungsentwicklung
| Jahr | Einwohner |
| ---- | --------- |
| 1939 | 6280      |
| 1959 | 7962      |
| 1970 | 7807      |
| 1979 | 8800      |
| 1989 | 9062      |
| 2002 | 8044      |
| 2010 | 7387      |

Anmerkung: Volkszählungsdaten

## Verkehr
Am nördlichen Ortsrand von Rudnaja befindet sich die Station Ilmen (nach einem westlich gelegenen Dorf) bei Kilometer 350 der 1894 eröffneten Eisenbahnstrecke Tambow – Balaschow – Kamyschin.
Durch die Siedlung verläuft die Regionalstraße 18K-5 Schirnowsk – Michailowka (an der föderalen Fernstraße R22 Kaschira bei Moskau – Wolgograd – Astrachan) – Kumylschenskaja – Grenze zur Oblast Rostow. Nach Süden entlang der Medwediza führt die 18K-29 über das benachbarte Rajonzentrum Danilowka.